# Wifie's Mamma
Wifie's Mamma è un cortometraggio muto del 1910 prodotto dalla Lubin. Il nome del regista non viene riportato nei credit del film, una commedia di cui non si conoscono altri dati certi e che aveva come interprete Florence Wragland, un'attrice che appare anche in un altro film della Lubin uscito nel 1911, Mandy's Social Whirl.

## Produzione
Il film fu prodotto dalla Lubin Manufacturing Company.

## Distribuzione
Distribuito dalla Lubin Manufacturing Company, il film - un cortometraggio in una bobina - venne distribuito nelle sale statunitensi il 25 luglio 1910.